# ولسوالی ساغر
ساغر یکی از ولسوالی های ولایت غور افغانستان به مرکزیت شهر ساغر است این ولایت بخشی از منطقه فراه رود در ولایت فراه  بود. جمعیت آن در سال ٢۰٢۰ (میلادی) ٣٩٬١٩٣ نفر اعلام شده است.